# Ledomyia lignosa
Ledomyia lignosa är en tvåvingeart som beskrevs av Fedotova och Vasily S. Sidorenko 2007. Ledomyia lignosa ingår i släktet Ledomyia och familjen gallmyggor. Inga underarter finns listade i Catalogue of Life.